# Eisdorf
Eisdorf là một đô thị của huyện Osterode, bang Niedersachsen, Đức. Đô thị này có diện tích 10,56 km².